# Конёвское сельское поселение (Архангельская область)
Конёвское сельское поселение или муниципальное образование «Конёвское» — упразднённое муниципальное образование со статусом сельского поселения в Плесецком муниципальном районе Архангельской области Российской Федерации.
Административный центр — село Конёво.
Соответствовало административно-территориальным единицам в Плесецком районе —  Конёвскому сельсовету, Кенорецкому сельсовету (с центром в деревне Корякино) и Красновскому сельсовету (с центром в деревне Коковка).
Законом Архангельской области от 26 апреля 2021 года № 412-25-ОЗ с 1 июня 2021 года упразднено в связи с преобразованием Плесецкого муниципального района в муниципальный округ.

## География
Конёвское сельское поселение находится в южной части Плесецкого района Архангельской области в бассейне реки Онеги.

## История
Муниципальное образование было образовано в 2006 году.
1 июня 2016 года (Законом Архангельской области от 24 февраля 2016 года № 390-23-ОЗ), Кенорецкое сельское поселение было упразднено и влито в Конёвское сельское поселение с административным центром в селе Конёво.
Декретом ВЦИК от 18 сентября 1922 года Олонецкая губерния была упразднена и разделена. Боярская, Бережно-Дубровская, Красновская, Почезерская, Карякинская и Захаровская волости Пудожского уезда перешли в состав Каргопольского уезда Вологодской губернии. В 1929 году в составе Няндомского округа Северного края был образован Приозёрный район. Центром Приозёрного района было село Конёво. В 1963 году Приозёрный район был упразднён, а село вошло в состав Каргопольского сельского района. В 1965 году был образован Плесецкий район.
Точная дата образования Коневского сельского Совета не установлена. Первые данные о его существовании обнаружены в фонде облгосархива «Каргопольский уездисполком» в деле «Сведения о членах ревизионных комиссии при сельских Советах». На 27 ноября 1925 года значится Коневский сельсовет Коневской волости
В 1949 году Совет объединл следующие населённые пункты: с. Конёво, дд. Проймачевская, Эктыша, Авдотьино, Воробьи, Филькинская, Надконецкая, Верещагина, Горка, Вороновская, Бережная Дуброва, Кузнецова (ф.26, оп.4, д.1-35). Колхозов — 6 (колхоз «Первое мая» в 1949 году упразднён (ф.60, оп.2, д.51)
В связи с укрупнением колхозов, в целях улучшения руководства хозяйством и культурой района, экономии средств на содержание управленческого аппарата Приозёрный райисполком 19 марта 1960 года принимает решение объединить Коневский, Плёсский и Задне-Дубровский сельские Советы в один с центром в селе Конёво; наименовать объединённый сельский Совет Коневским; установить что в объединённый Совет входят все населённые пункты Коневского сельского Совета, а также: дд. Нижняя, Часовенская, Карасова, Лисицина, Климова, Чаженьга, пп. Карасово, Лачуги, Мост, Ухаб, Мостолыга, Клопиха, Панская, Сухая Заднее-Дубровского сельского Совета; дд. Курятовская, Потылицынская, Бабинская, Антушевская, Вознесенская, Ручьевская, Афанасовская, Задыхалинская, Одоевская, Пожаровская, Шелтомская и п. Белое Плёсского сельского Совета. (ф.60, оп.3, д.176, л.199). Вместе с территорией сельских Советов присоединился Лелемский лесопункт Приозёрного леспромхоза.
В соответствии с Указом Президиума Верховного Совета РСФСР от 1 февраля 1963 года Приозёрный район был упразднён и территория Коневского сельского Совета отошла к Каргопольскому району (ф.2063, оп.1, д.5899, лл.5, 76-79).
В 1973 году территория сельского Совета включала посёлки Карасово, Мост и Ухаб, село Конёво с усадьбой «Сельхозтехники», деревни Авдотьино, Антушевская, Афанасовская, Бабинская, Бережная Дуброва, Верещагина, Вознесенская, Воробьи, Горка, Задняя Дуброва, Задыхалинская, Карасово, Климова, Клопиха, Кузнецова, Курятовская, Лисицына, Мартемьяновская, Масталыга, Надконецкая, Нижняя, Одоевская, Пожаровская, Потылицинская, Проймачевская, Ручьевская, Шелтомская, Часовенская и Эктыша (ф.26, оп.4, дд.?).

Решением райисполкома от 25.07.1973 года № 348 с 1 сентября открыта Коневская школа рабочей молодёжи (ШРМ (ф.2, оп.1а, д.571, л.18).
Решением райисполкома от 14.11.1973 г. № 595 с 1 января 1974 года в связи с планом централизации учреждений культуры бухгалтерии сельсовета передан со штатной единицей бухгалтера учёт Коневского Дома культуры и Коневской библиотеки (ф.2, оп.1а, д.576, л.66; ф.2055, оп.1, д.было 58, л.2).
А решением райисполкома от 21.08.74г. № 405 с 1 сентября закрыта начальная школа в п. Карасово (ф.2, оп.1а, д.609)
Приказом управления культуры от 17.10.74г. № 122 с 1 сентября 1975 г. в государственной сети утверждён Коневский народный самодеятельный хор с двумя штатными единицами, и развита сеть автоклубов: в Коневском сельском Совете — для обслуживания населения Коневского, Кенорецкого, Кенозерского и Почезерского сельских Советов (ф.2055, оп.1, д.штатов, л.).
Райисполком 14.05.75г. решением № 287 Коневской средней школе присвоил имя Героя Советского Союза Александра Ивановича Маминова, уроженца д. Авдотьино (ф.2, оп.1а, д.645, л.127).Решением райисполкома от 28.05.75г. № 314 с 1 июля закрыты Бережно-Дубровская и Ухабская начальные школы (ф.2, оп.1а, д.646, л.38).
В 1983 году территория Коневского сельского Совета включала следующие населённые пункты: село Конёво, деревни: Эктыша, Проймачевская, Бережная Дуброва, Кузнецова, Авдотьино, Горка, Верещагина, Надконецкая, Шелтомская, Пожаровская, Афанасовская, Вознесенская, Антушевская, Бабинская, Потылицинская, Курятовская, Мартемьяновская, Часовенская, Нижняя, Климова, Карасово, Лисицына, посёлки: Мост, Масталыга, усадьба «Сельхозтехника» (ф.26, оп.4, дд.401-464)..
В 1991 г. территория Коневского с/Совета включала населённые пункты: с. Конёво, дд. Бережная Дуброва, Кузнецова, Авдотьино, Горка, Вознесенская, Верещагино, Надконецкая, Пожаровская, Афоновская, Антушевская, Бабинская, Потылицынская, Курятовская, Мартемьяновская, Часовенсая, Нижняя, пп. Мост, Мосталыга.
В 1999-2000 г. территория Коневской сельской администрации не измениласьи включает населённые пункты: с. Конёво, дд. Бережная Дуброва, Кузнецова, Авдотьино, Горка, Верещагино, Надконецкая, Пожаровская, Афанасовская, Вознесенская, Антушевская, Бабинская, Потылицынская, Курятовская, Мартемьяновская, Часовенская, Нижняя, пп. Мост, Мостолыга..
В 2003-2005 гг. территория Коневской сельской администрации включает населённые пункты: с. Конёво, дд. Бережная Дуброва, Кузнецова, Авдотьино, Горка, Верещагино, Надконецкая, Пожаровская, Афанасовская, Вознесенская, Антушевская, Бабинская, Потылицынская, Курятовская, Мартемьяновская, Часовенская, Нижняя, пп. Мост, Мостолыга (в посёлках жителей нет, но с учёта не сняты).

## Население
| \| 2005[14] \| 2010[15] \| 2011[16] \| 2012[17] \| 2013[18] \| 2014[19] \| 2015[20] \| \| -------- \| -------- \| -------- \| -------- \| -------- \| -------- \| -------- \| \| 4344 \| ↘3805 \| ↗3838 \| ↘3639 \| ↘3444 \| ↘3334 \| ↘3175 \| \| 2016[21] \| 2017[22] \| 2018[23] \| 2019[24] \| 2020[25] \| 2021[2] \| \| \| ↘3106 \| ↗3802 \| ↘3721 \| ↘3581 \| ↘3472 \| ↘3346 \| \| 1000 2000 3000 4000 5000 2011 2016 2021 |       |       |       |       |       |       |
| 2005 | 2010  | 2011  | 2012  | 2013  | 2014  | 2015  |
| 4344 | ↘3805 | ↗3838 | ↘3639 | ↘3444 | ↘3334 | ↘3175 |
| 2016 | 2017  | 2018  | 2019  | 2020  | 2021  |       |
| ↘3106 | ↗3802 | ↘3721 | ↘3581 | ↘3472 | ↘3346 |       |

## Состав сельского поселения
В состав сельского поселения входят 59 населённых пунктов
| №  | Населённый пункт | Тип населённого пункта       | Население |
| -- | ---------------- | ---------------------------- | --------- |
| 1  | Авдотьино        | деревня                      | ↘26       |
| 2  | Аверкиевская     | деревня                      | ↗6        |
| 3  | Антушевская      | деревня                      | ↘8        |
| 4  | Афанасовская     | деревня                      | ↘3        |
| 5  | Бабинская        | деревня                      | ↗72       |
| 6  | Бабкино          | деревня                      | ↗1        |
| 7  | Бережная Дуброва | деревня                      | ↘26       |
| 8  | Боброво          | деревня                      | →1        |
| 9  | Верещагина       | деревня                      | ↘2        |
| 10 | Вознесенская     | деревня                      | ↗1        |
| 11 | Волово           | деревня                      | →1        |
| 12 | Враниковская     | деревня                      | →3        |
| 13 | Гаврилово        | деревня                      | ↗4        |
| 14 | Глуходворская    | деревня                      | ↘8        |
| 15 | Гоголево         | деревня                      | ↗4        |
| 16 | Горка            | деревня                      | →0        |
| 17 | Грязово          | деревня                      | ↘5        |
| 18 | Иваново          | деревня                      | →6        |
| 19 | Ивановская       | деревня                      | →14       |
| 20 | Измайловская     | деревня                      | ↗22       |
| 21 | Караник          | деревня                      | →1        |
| 22 | Карельское       | деревня                      | ↗3        |
| 23 | Коковка          | деревня                      | ↘298      |
| 24 | Конёво           | село, административный центр | ↗3135     |
| 25 | Коровино         | деревня                      | ↘0        |
| 26 | Коровино         | посёлок                      | ↗15       |
| 27 | Корякино         | деревня                      | ↗260      |
| 28 | Костино          | деревня                      | ↘8        |
| 29 | Красное          | деревня                      | ↘13       |
| 30 | Кувакино         | деревня                      | ↗107      |
| 31 | Кузнецова        | деревня                      | ↘5        |
| 32 | Кузьминская      | деревня                      | →0        |
| 33 | Курятовская      | деревня                      | ↗5        |
| 34 | Мартемьяновская  | деревня                      | ↘32       |
| 35 | Масталыга        | деревня                      | →0        |
| 36 | Мост             | посёлок                      | →0        |
| 37 | Муравьево        | деревня                      | →0        |
| 38 | Надконецкая      | деревня                      | →2        |
| 39 | Нижняя           | деревня                      | ↘1        |
| 40 | Новая Кашникова  | деревня                      | ↗5        |
| 41 | Новины           | деревня                      | ↘3        |
| 42 | Пашевская        | деревня                      | →0        |
| 43 | Першлахта        | деревня                      | ↗66       |
| 44 | Подкорельская    | деревня                      | →7        |
| 45 | Пожаровская      | деревня                      | ↘0        |
| 46 | Поромское        | деревня                      | ↘0        |
| 47 | Потылицинская    | деревня                      | ↗29       |
| 48 | Рудниковская     | деревня                      | ↗63       |
| 49 | Самково          | деревня                      | ↗99       |
| 50 | Самково          | посёлок                      | ↗619      |
| 51 | Самылово         | деревня                      | ↗3        |
| 52 | Старая Кашникова | деревня                      | ↗2        |
| 53 | Степановская     | деревня                      | ↘6        |
| 54 | Томихино         | деревня                      | ↗2        |
| 55 | Труфановская     | деревня                      | ↗18       |
| 56 | Часовенская      | деревня                      | ↘34       |
| 57 | Шейна            | деревня                      | ↗2        |
| 58 | Шелгачево        | деревня                      | ↘4        |
| 59 | Шуреньга         | деревня                      | ↘173      |

### Упразднённые населённые пункты
- Воробьи — упразднённая в 1983 году деревня[13].
- Задняя Дуброва — упразднённая в 1983 году деревня[13].
- Задыхалинская — упразднённая в 1983 году деревня[13].
- Карасово — упразднённый в 1979 году посёлок[13].
- Карасово — упразднённая в 1988 году деревня[13].
- Климова — упразднённая в 1988 году деревня[13].
- Лисицына — упразднённая в 1988 году деревня[13].
- Клопиха — упразднённая в 1975 году деревня[13].
- Одоевская — упразднённая в 1983 году деревня[13].
- Проймачевская — упразднённая в 1988 году деревня[13].
- Ручьёвская — упразднённая в 1975 году деревня[13].
- Ухаб — упразднённый в 1978 году посёлок[13].
- Шелтомская — упразднённая в 1988 году деревня[13].
- Эктыша — упразднённая в 1988 году деревня[13].
- усадьба «Сельхозтехники»  — упразднёна в 1988 году деревня[13].

### Карты
- Топографическая карта P-37-67,68. Конёво